# Código Internacional de Comercialización de Sucedáneos de Leche Materna
El Código Internacional de Comercialización de Sucedáneos de la Leche Materna fue adoptado por la 34 Asamblea Mundial de la Salud en 1981 WHA 34.22, como "un requerimiento mínimo" para proteger la salud que debería ser implementado íntegramente. El Código no es obligatorio, como un Tratado o una Convención, sino un compromiso ético que los distintos gobiernos han de implementar y legislar para regular la comercialización de los sucedáneos de la leche materna.
A pesar de que las recomendaciones de la Asamblea Mundial de la Salud no son generalmente obligatorias, ellas tienen "el peso moral y político pues constituyen el juicio sobre los temas de salud de una colectividad de miembros en el máximo cuerpo internacional en el campo de la salud.".

## El Código y las subsiguientes resoluciones de la Asamblea Mundial de la Salud
La Asamblea Mundial de la Salud está compuesta por los Ministros de Salud de los gobiernos de todo el mundo y por sus asesores, expertos en el campo de la salud pública y otros temas específicos sobre salud. A pesar de que los Estados Unidos votó contra el Código Internacional en 1981, 13 años después, durante la administración Clinton, apoyó al Código en la Asamblea Mundial de la Salud de 1994, obteniendo así el Código Internacional el apoyo de todos los Estados miembros de la Asamblea Mundial de la Salud.
El Código Internacional fue preparado por la Organización Mundial de la Salud (OMS) y por el Fondo de las Naciones Unidas para la Infancia (UNICEF), después de un proceso de amplia consulta con los gobiernos, la industria de alimentos infantiles, asociaciones profesionales y ONGs. Su redacción es más débil que un Código ideal y tiene algunas definiciones y artículos que están abiertos a interpretación. Por ello, la industria ha ideado métodos para burlarlo.
Sin embargo, cuando el Código Internacional se aprobó por la resolución de la Asamblea Mundial de la Salud 34.22, se reconoció que esta experiencia y este nuevo pensamiento científico requerirían de una revisión frecuente del tema. Por ello, el director general de la OMS está encargado de producir un reporte en todos los años pares sobre el estado de la aplicación del Código, para sugerir acciones futuras. 
Así, se han adoptado resoluciones que clarifican y amplían el Código Internacional. Estas resoluciones subsecuentes y relevantes tienen el mismo estatus que el Código mismo.
El Código Internacional y sus resoluciones deben ser implementadas en una variedad de maneras:
- Los Estados miembros de la Asamblea Mundial de la Salud deben implementar el Código Internacional tomando medidas nacionales y utilizando el Código como un requerimiento mínimo en toda su integridad. También deben implementar las subsecuentes resoluciones de la Asamblea Mundial de la Salud.
- Los productores y distribuidores deben cumplir el Código Internacional, totalmente e independientemente de cualquier otra medida.
- ONGs, grupos profesionales, instituciones e individuos deben reportar las violaciones al Código Internacional.
- Otros cuerpos internacionales como la FAO, OMS, Comisión de Codex Alimentarius, están llamados a apoyar y promover la implementaron del Código Internacional.

Las provisiones del Código Internacional y sus resoluciones han sido incorporadas en acuerdos internacionales, la Declaración de Innocenti en muchas directrices de la Unión Europea. 
La implementación del Código Internacional y sus resoluciones está reconocida como una medida de los gobiernos cumplir con las obligaciones de la Convención de los Derechos del Niño.

## Los contenidos del Código
Objetivo: Contribuir a proporcionar a los lactantes una nutrición segura y eficiente, protegiendo y promoviendo la lactancia materna y asegurando el uso correcto de los sucedáneos de la leche materna, cuando estos sean necesarios, sobre la base de una información adecuada y mediante métodos apropiados de comercialización y distribución.
Texto íntegro: Se puede consultar en el apartado de OMS / UNICEF, que también han publicado un documento de "preguntas frecuentes" sobre el Código, y en la web de IBFAN junto con las subsiguientes resoluciones de la Asamblea de la Salud.

## Síntesis del Código
Alcance:
El Código se aplica a la comercialización de cualquiera de los sucedáneos de la leche materna:
- Fórmulas Infantiles
- Otros productos lácteos
- Jugos o mezclas de verduras
- Cereales ( en papillas )
- Tés y jugos para Bebés
- Leches llamadas de seguimiento

El Código incluye además, chupetes y biberones
Publicidad:
El Código no permite ninguna publicidad destinada al público de los productos arriba mencionados.
Muestras:
No se permiten muestras a las Madres, a sus Familias o a los Agentes de Salud.
Sistemas de Atención a la Salud:
No se permite la promoción de productos en los Servicios de Salud, es decir, ninguna exposición de productos, afiches ni distribución de materiales promocionales. No se permite el acceso de personal de las Compañías fabricantes de dichos productos a los Servicios de Salud.
Agentes de Salud:
Los fabricantes no pueden dar regalos ni muestras a los agentes de Salud. La información que distribuyan sobre los productos debe ajustarse a datos científicos y objetivos.
Productos:
Los productos que fabriquen deberán ser de calidad.
TODA la información en alimentos artificiales infantiles, debe explicar los beneficios de la lactancia materna y los costos y peligros asociados con la alimentación artificial.
Vigilancia:
Deberá observarse su aplicación y vigilancia mediante la reglamentación correspondiente.

## Implementación del Código
El Código está parcialmente recogido en la legislación de diferentes países:
España: REAL DECRETO 867/2008, de 23 de mayo, por el que se aprueba la reglamentación técnico-sanitaria específica de los preparados para lactantes y de los preparados de continuación.

## Enlaces
- Red Mundial de grupos pro Alimentación Infantil (Página oficial de IBFAN en español)
- The International Baby Food Action Network (Página oficial de IBFAN en inglés)
- Liga de La Leche Internacional. Defensa del Código.
- ALBA Lactancia Materna, Barcelona, España
- Federación Catalana de grupos de Apoyo a la Lactancia Materna, España
- Federación Española de Asociaciones y Grupos pro Lactancia Materna, España
- Asociación Catalana pro Lactancia Materna (información sobre lactancia).
- Iniciativa para la Humanización de la Asistencia al Nacimiento y la lactancia (Evaluación de la calidad asistencia sobre asistencia a madres lactantes en hospitales y maternidades)
- Fundación LACMAT (información sobre lactancia).
- UNICEF y lactancia materna Archivado el 23 de octubre de 2017 en Wayback Machine.
- WABA (Información sobre los proyectos de WABA - World Alliance of Breastfeeding Action)
- Asociación Nacional de Fabricantes de Productos de Dietética Infantil. Código deontológico de buenas prácticas comerciales; octubre de 2012. España
- Código de autorregulación de la publicidad de alimentos y bebidas dirigidas a niños y jóvenes; 2013. España Archivado el 3 de febrero de 2013 en Wayback Machine..

- Datos: Q5796672